# Закон и порядок: Специальный корпус (сезон 17)
Премьера семнадцатого сезона полицейского процедурала «Закон и порядок: Специальный корпус» состоялась 23 сентября 2015 года на американском телеканале NBC; заключительная серия сезона вышла в эфир 25 мая 2016 года. В общей сложности, семнадцатый сезон состоял из двадцати трёх эпизодов.

## Актеры и персонажи
| - Маришка Харгитей — лейтенант Оливия Бенсон - Келли Гиддиш — детектив Аманда Роллинс - Айс Ти — детектив Фин Тутуола - Питер Сканавино — детектив Доминик «Сонни» Кариси - Рауль Эспарса — помощник окружного прокурора Рафаэль Барба | - Би Ди Вонг — доктор Джордж Хуанг - Тамара Тюни — доктор Мелинда Уорнер - Роберт Джон Берк — лейтенант Эд Такер - Питер Галлахер — заместитель начальника полиции Уильям Доддс - Энди Карл — сержант Майкл Доддс - Роберт Шон Леонард — помощник окружного прокурора Кеннет О’Дуайер - Донал Лог — лейтенант Деклан Мерфи - Элизабет Марвел — адвокат Рита Калхун |

## Эпизоды
| № общий | № в сезоне | Название                                            | Режиссёр         | Автор сценария                                                                                                  | Дата премьеры    | Зрители (млн) |
| --- | ---------- | --------------------------------------------------- | ---------------- | --- | ---------------- | ------------- |
| 367 | 1          | «Devil’s Dissections» «Вскрытие дьявола»            | Жан де Сегонзак  | Сценарий: Уоррен Ли и Джули Мартин Сюжет: Кевин Фокс                                                            | 23 сентября 2015 | 8,27          |
| На пляже, на котором прятал своих жертв серийный убийца Грегори Йейтс, найдено новое тело. Детективы спецкорпуса не до конца уверены в том, что девушку убил Йейтс, поэтому Роллинс отправляется к нему тюрьму, чтобы получить признание. Вместо этого Йейтс утверждает, что эту жертву убил его старый знакомый судмедэксперт Манхэттена Карл Рудник, а также рассказывает Аманде о месте, в котором спрятана ещё одна жертва Рудника. - Приглашенная звезда: Даллас Робертс |            |                                                     |                  | |                  |               |
| 368 | 2          | «Criminal Pathology» «Преступная патология»         | Алекс Чаппл      | Сценарий: Джули Мартин и Уоррен Ли Сюжет: Кевин Фокс                                                            | 23 сентября 2015 | 8,27          |
| Доктора Рудника отпускают под залог, и он убивает и расчленяет невесту Йейтса и пускается в бега. Роллинс и Кариси удаётся поймать его при попытке пересечь границу Канады в женском платье. Рудник нанимает двух самых дорогих адвокатов, чтобы уйти от ответственности, поэтому Барба просит детективов найти железные улики, доказывающие вину доктора в тех страшных преступлениях, которые он совершил. Тем временем, Роллинс узнаёт о том, что она беременна. - Приглашенная звезда: Даллас Робертс |            |                                                     |                  | |                  |               |
| 369 | 3          | «Transgender Bridge» «Трансгендерный мост»          | Артур У. Форни   | Сценарий: Джилл Аббинанти и Селин Си Робинсон Сюжет: Джули Мартин и Уоррен Ли                                   | 30 сентября 2015 | 6,69          |
| Трансгендерного подростка Эйвери задирают трое подростков, в ходе завязавшейся потасовки один из них случайно сталкивает Эйвери с моста. Спустя несколько дней Эйвери умирает от полученных травм. Несмотря на то, что толкнувший его подросток искренне раскаивается, прокурор Кеннет О'Дуайер решает предъявить ему обвинение в убийстве на почке ненависти и судить как взрослого. Однако даже родители погибшего подростка выступают против такого решения прокурора. |            |                                                     |                  | |                  |               |
| 370 | 4          | «Institutional Fail» «Институциональный провал»     | Марта Митчелл    | Сценарий: Джули Мартин и Брианна Йеллен Сюжет: Саманта Ховард Корбин                                            | 7 октября 2015   | 7,00          |
| Детективы ищут мать трёхлетнего мальчика, найденного на улице. В ходе расследования они выходят на сотрудника социальной службы, который курирует эту неблагополучную семью. Он заявляет, что кроме мальчика в семье есть ещё и восьмилетняя дочь. Придя в их квартиру, Бенсон находит истощённую и обезвоженную девочку, запертой в клетке, вскоре она умирает в больнице. Барба и Бенсон выясняют, что соцработник не посещал эту семью месяцами, а подделывал отчёты, и решают завести дело против городской социальной службы. Это вызывает гнев и недовольство мэра и комиссара полиции. Тем временем, Бенсон становится лейтенантом, и заместитель комиссара Доддс сообщает ей, что её новым заместителем станет… его сын. - Приглашенная звезда: Вупи Голдберг |            |                                                     |                  | |                  |               |
| 371 | 5          | «Community Policing» «Охрана общественного порядка» | Жан де Сегонзак  | Сценарий: Уоррен Ли и Эй Зелл Уильямс Сюжет: Кевин Фокс                                                         | 14 октября 2015  | 6,20          |
| Детективы спецкорпуса помогают полицейским 27 участка расследовать дело о серийном насильнике, нападающем на женщин в их квартирах. Вскоре поступает информация о местонахождении возможного преступника, и в процессе задержания полицейские убивают подозреваемого. Почти сразу становится известно, что убитый был безоружным темнокожим парнем, не имеющим никакого отношения к изнасилованиям. Общественность, возмущённая произошедшим, требует призвать стрелявших полицейских к ответу. Барба намеревается собрать Большое жюри, чтобы предъявить сотрудникам полиции обвинение. Бенсон пытается убедить окружного прокурора, что её коллеги действовали согласно протоколу и не заслуживают наказания. Однако в деле всплывает видеозапись инцидента, сделанная свидетелем, которая заставляет Барбу пойти против Оливии и всей полиции Нью-Йорка. |            |                                                     |                  | |                  |               |
| 372 | 6          | «Maternal Instincts» «Материнский инстинкт»         | Майкл Прессман   | Сценарий: Уоррен Ли и Джули Мартин Сюжет: Роберт Брукс Коэн                                                     | 21 октября 2015  | 6,33          |
| Мать Роллинс приезжает в город, чтобы помогать Аманде после рождения ребёнка. Детективы спецкорпуса расследуют дело об изнасиловании скрипачки, которая утверждает, что на неё напал всемирно известный русский флейтист Антон Красников. Сам флейтист утверждает, что не помнит ничего о событиях прошедшей ночи, так как был одурманен проституткой, которая подмешала ему наркотик и украла дорогую флейту. Роллинс, просматривая камеры наблюдения отеля, опознаёт в проститутке, встречавшейся с Антоном, свою сестру Ким и решает не сообщать об этом коллегам, а попытаться найти её самостоятельно. Тем временем, на работу выходит новый сержант спецкорпуса Майк Доддс, сын заместитель комиссара полиции Нью-Йорка. - Приглашенная звезда: Вирджиния Мэдсен |            |                                                     |                  | |                  |               |
| 373 | 7          | «Patrimonial Burden» «Родительское бремя»           | Марта Митчелл    | Сценарий: Джилл Аббинанти и Селин Си Робинсон Сюжет: Уоррен Ли и Джули Мартин                                   | 4 ноября 2015    | 6,55          |
| Спецкорпус расследует дело об изнасиловании тринадцатилетней беременной девочки, семья которой отличается крайней религиозностью и пропагандирует свои взгляды с помощью знаменитого на всю страну реалити-шоу. Родители девочки после долгих колебаний все-таки разрешают детективам поговорить с дочерью, и та признаётся, что у неё был секс с оператором, снимающим шоу. Однако оператор говорит, что не способен иметь детей, и показывает видео, на котором Грэм, старший сын семейства, пристаёт к сёстрам. Тем временем, Роллинс становится плохо, и врачи прописывают ей постельный режим до родов. |            |                                                     |                  | |                  |               |
| 374 | 8          | «Melancholy Pursuit» «Меланхоличное преследование»  | Майкл Прессман   | Сценарий: Уоррен Ли и Джули Мартин Сюжет: Брианна Йеллен и Саманта Ховард Корбин                                | 11 ноября 2015   | 7,76          |
| Спецкорпус занимается расследованием исчезновения пятнадцатилетней девочки, и когда находят её мёртвое тело, сержант Доддс чувствует себя виноватым, так как не воспринимал это дело всерьёз и считал, что девочка сама сбежала от родителей. Доктор Уорнер сообщает, что нашла на теле ДНК, которое частично совпадает с ДНК, имеющимся в базе. Однако эта зацепка приводит детективов к мёртвому мужчине, у которого было много детей от разных женщин. |            |                                                     |                  | |                  |               |
| 375 | 9          | «Depravity Standard» «Стандарт порочности»          | Марта Митчелл    | Эд Закерман | 18 ноября 2015   | 6,29          |
| Спустя три года после своего ареста педофил и убийца Льюис Ходда отказывается от чистосердечного признания в похищении ребёнка, данного им Оливии. Родители похищенного мальчика наотрез отказываются от дачи показаний против Ходды, аргументируя своё решение нежеланием повторно травмировать сына. Барба вынужден идти в суд, обвиняя Ходду в убийстве мальчика, произошедшем в 1999 году, которое также расследовала Бенсон. Защитник Ходды настаивает на том, что тактика ведения допроса Бенсон заставила его клиента признаться в преступлениях, которые он не совершал. Кроме того, адвокат вызывает в качестве свидетеля защиты доктора Хуанга, который уволился из ФБР и стал независимым экспертом. Тем временем, у Роллинс начинаются роды. - Приглашенная звезда: Том Сайзмор - Сюжет серии имеет предысторию в пятом эпизоде четырнадцатого сезона под названием «Манхэттенское бдение» |            |                                                     |                  | |                  |               |
| 376 | 10         | «Catfishing Teacher» «Хищный учитель»               | Майкл Словис     | Кевин Фокс | 6 января 2016    | 7,84          |
| Робкий старшеклассник Зак Фостер получает интимное фото и предложение встретиться от своей учительницы английского языка, которая уже занималась сексом с двумя его одноклассниками. Зак отправляется на встречу и пропадает. Детективы спецкорпуса начинают расследование и выясняют, что учительница не причастна к похищению мальчика. Однако она сообщает, что её интимные фото могли оказаться у школьного тренера по борьбе. Вскоре полиции становится известно, что Зак — далеко не первая жертва тренера. Тем временем, Роллинс рожает дочь и уходит в декретный отпуск. |            |                                                     |                  | |                  |               |
| 377 | 11         | «Townhouse Incident» «Происшествие в таунхаусе»     | Ник Гомес        | Брианна Йеллен                                                                                                  | 13 января 2016   | 8,01          |
| Няня сына Бенсон просит Оливию навестить дом ещё одной семьи, в которой она работает, так как утром мать семейства вела себя странно и тревожно: она не пустила няню в дом и сказала, что не нуждается в её услугах. Бенсон отправляется по указанному няней адресу и… оказывается в заложниках у трёх преступников, которые напали на семью с целью ограбления, но оказались не готовы к тому, что в доме нет денег. Бенсон пытается договориться с преступниками и спасти заложников, однако поведение их главаря ведёт к обострению ситуации. Тем временем, полиция окружает дом, а капитан отдела внутренних расследований Такер прибывает на место происшествия, чтобы стать переговорщиком и вытащить Оливию. |            |                                                     |                  | |                  |               |
| 378 | 12         | «A Misunderstanding» «Недоразумение»                | Маришка Харгитей | Селин Си Робинсон                                                                                               | 20 января 2016   | 6,91          |
| Двое старшеклассников отправляются на вечеринку, на которой между ними происходит секс. Спустя несколько дней девушка сообщает своим родителям, что была изнасилована, и к расследованию привлекается спецотдел. Сначала парень отрицает сам факт интимной близости, но затем, неопровержимые улики, заставляют его признать случившееся. Однако он настаивает, что секс был добровольным, и девушка не сказала ему «нет». Когда дело доходит до суда, детективы спецкорпуса и Барба понимают, что его итогом станет не справедливый вердикт, а поломанная жизнь обоих подростков. |            |                                                     |                  | |                  |               |
| 379 | 13         | «Forty-One Witnesses» «Сорок один свидетель»        | Майкл Прессман   | Роберт Брукс Коэн                                                                                               | 3 февраля 2016   | 7,31          |
| Трое подростков избивают и насилуют женщину, которая находится в состоянии наркотического опьянения. Преступление происходит во дворе дома, в котором живёт жертва, и когда спецкорпус начинает расследование, выясняется, что несколько десятков людей стали свидетелями насилия, и ни один из них не вызвал полицию. Дело осложняется тем, что жертва не помнит ничего о случившемся, и Барба понимает, что не сможет убедить присяжных в том, что преступники опознаны достоверно. Вскоре Кариси удаётся найти свидетеля, который способен опознать подсудимых, однако тот не хочет давать показания, так как является патологическим трусом. |            |                                                     |                  | |                  |               |
| 380 | 14         | «Nationwide Manhunt» «Национальный розыск»          | Алекс Чаппл      | Уоррен Ли и Джули Мартин                                                                                        | 10 февраля 2016  | 7,59          |
| Бенсон сообщает сержанту Войту из полиции Чикаго, что маньяк Грегори Йейтс, который был пойман благодаря совместной работе их отрядов, утверждает, что некоторые неопознанные останки, найденные на пляже, где он прятал тела своих жертв, связаны с Чикаго. Войт отправляет детективов Линдси и Доусона в Нью-Йорк, чтобы они допросили Йейтса. Однако маньяк наотрез отказывается разговаривать с чикагскими полицейскими и требует вызвать Роллинс, которая недавно вышла из декретного отпуска. Бенсон с большой неохотой соглашается на требования преступника, и Аманда вместе с Кариси отправляется в тюрьму. Йейтс говорит Роллинс, что скажет имена неопознанных жертв, только после того, как его переведут в общий блок, в котором обитает его старый сообщник доктор Рудник. Администрация тюрьмы, посоветовавшись со спецотделом, соглашается выполнить требование Йейтса. Однако, когда на следующее утро, Бенсон, Барба и Доддс приезжают в тюрьму, чтобы узнать имена жертв, выясняется, что Йейтс вместе с Карлом Рудником совершили побег. - Приглашенные звезды: София Буш и Даллас Робертс - Этот эпизод является первой частью кроссовера с телесериалом «Полиция Чикаго». Продолжение — эпизод «Песня Грегори Уильямса Йейтса». |            |                                                     |                  | |                  |               |
| 381 | 15         | «Collateral Damages» «Сопутствующий ущерб»          | Розмари Родригес | Саманта Ховард Корбин                                                                                           | 17 февраля 2016  | 7,73          |
| Детективы спецотдела проводят операцию под прикрытием, в ходе которой под арестом оказывается бывший чемпион по боксу, пойманный при попытке совратить несовершеннолетнюю девушку. Бывший боксёр хочет заключить досудебную сделку и предлагает Барбе информацию о распространителях деткой порнографии в Интернете. Кариси и Роллинс отслеживают IP-адрес одного из распространителей и выясняют, что он является высокопоставленным сотрудником полиции Нью-Йорка, а его жена занимается юридической поддержкой детей, пострадавших от насилия. Тем временем, отец Доддса настойчиво предлагает сыну перейти из спецотдела в отдел борьбы с терроризмом. Однако Майк решает не менять место работы и впервые идёт против пожеланий своего отца. |            |                                                     |                  | |                  |               |
| 382 | 16         | «Star-Struck Victims» «Жертвы одержимости звёздами» | Майкл Прессман   | Эй Зелл Уильямс                                                                                                 | 24 февраля 2016  | 6,47          |
| Видеоблогер Кристи Крайер заявляет о том, что была изнасилована барменом ночного клуба. Однако в ходе расследования выясняется, что её также изнасиловал знаменитый актёр, а также владелец клуба, Бобби Д'Амико, имеющий дружеские связи в полиции Нью-Йорка. Детективам спецкорпуса не удаётся собрать достаточно улик для обвинения подозреваемых в групповом изнасиловании, и Барба вынужден отказать в открытии дела против них. Сложившаяся ситуация не устраивает Роллинс, и она отправляется под прикрытием в клуб Д"Амико, чтобы выступить в роли приманки и поймать преступников с поличным. - Приглашенные звезды: Крейг Бирко и Вивьен Кардон |            |                                                     |                  | |                  |               |
| 383 | 17         | «Manhattan Transfer» «Передача Манхэттена»          | Алекс Чаппл      | Сценарий: Уоррен Ли и Джули Мартин Сюжет: Кевин Фокс и Брендан Фини                                             | 2 марта 2016     | 6,86          |
| Детективы спецотдела получают анонимную наводку о подпольной секс-вечеринке с участием несовершеннолетних и проводят операцию по задержанию всех её участников. В числе задержанных оказываются два детектива полиции нравов, которые утверждают, что спецотдел сорвал их двухлетнее расследование. Кроме того, они наотрез отказываются сообщать подробности этого расследования, а их капитан, вызванный Оливией, настойчиво рекомендует ей забыть о происшествии и не лезть в это дело. Бенсон начинает подозревать, что сотрудники полиции нравов как-то замешаны в организации незаконных секс-вечеринок, и обращается за помощью к сотруднику ОВР Такеру. Такер узнаёт, что большинство девочек, задержанных на вечеринке, учатся в католической школе, в которой его кузен служит священником. Он отправляется к родственнику, и тот не сообщает ничего нового. Однако после этой встречи умирает единственная девочка, которая сотрудничала со следствием, и Такер начинает подозревать, что его кузен замешан в преступлениях. Тем временем, монсеньор католической церкви Нью-Йорка приходит к Барбе и сообщает о том, что именно Такер замешан в организации секс-вечеринок. Барба сообщает эту информацию Бенсон, и та реагирует на это так эмоционально, что окружной прокурор понимает, что Оливия состоит в отношениях с Такером. Вскоре отдел внутренних расследований вызывает Бенсон и отстраняет её от работы в спецкорпусе. |            |                                                     |                  | |                  |               |
| 384 | 18         | «Unholiest Alliance» «Нечестивый союз»              | Жан де Сегонзак  | Сценарий: Уоррен Ли и Джули Мартин Сюжет: Кевин Фокс и Брендан Фини                                             | 23 марта 2016    | 6,11          |
| После отстранения Оливии детективы спецкорпуса делают всё возможное, чтобы доказать причастность католической церкви к организации секс-вечеринок и вернуть своего лейтенанта. Однако ситуация становится ещё более безнадёжной, когда главную свидетельницу по этому делу находят убитой. Роллинс и Кариси выясняют, что у кузена Такера, Юджина, есть тёмная тайна, которая может помочь Бенсон и Такеру вернуться на работу, а также привлечь к ответственности всех церковных служащих, виновных в угнетении несовершеннолетних. |            |                                                     |                  | |                  |               |
| 385 | 19         | «Sheltered Outcasts» «Защищённые изгои»             | Маришка Харгитей | Эд Закерман | 30 марта 2016    | 6,07          |
| В районе, в котором находится приют для отсидевших сексуальных преступников, происходит череда изнасилований, и Кариси отправляется туда, чтобы работать под прикрытием. Он пытается проводить расследование объективно и беспристрастно, однако вскоре Санни понимает, что чем больше времени он проводит среди этих людей, тем больше сочувствует им. Бенсон начинает думать, что Кариси слишком вовлечён в происходящее и его необходимо отозвать с задания, но не успевает совершить задуманное, так как очередное изнасилование заканчивается убийством. |            |                                                     |                  | |                  |               |
| 386 | 20         | «Fashionable Crimes» «Модные преступления»          | Марта Митчелл    | Пенелопи Кёчл и Джилл Лори Херст                                                                                | 4 мая 2016       | 5,26          |
| Начинающая модель заявляет о том, что её изнасиловал знаменитый фотограф, а его ассистентка не только присутствовала при этом, но и снимала происходящее. Бывший сержант спецкорпуса Джон Манч помогает детективам отыскать предыдущих жертв фотографа. Все они признаются в том, что были изнасилованы, но отказываются давать показания, так как это может поставить их карьеры под угрозу. - Приглашенная звезда: Ричард Белзер |            |                                                     |                  | |                  |               |
| 387 | 21         | «Assaulting Reality» «Нападающее реалити»           | Алекс Чаппл      | Сценарий: Джули Мартин, Уоррен Ли, Брианна Йеллен и Роберт Брукс Коэн Сюжет: Брианна Йеллен и Роберт Брукс Коэн | 11 мая 2016      | 6,06          |
| Участница реалити-шоу в прямом эфире заявляет о том, что её изнасиловали, и существует запись преступления, сделанная командой шоу. Детективы спецкорпуса берутся за расследование и сталкиваются с тем, что продюсеры шоу скрывают улики и всячески препятствуют установлению истины. |            |                                                     |                  | |                  |               |
| 388 | 22         | «Intersecting Lives» «Пересекающиеся жизни»         | Джонатан Старч   | Джули Мартин и Уоррен Ли                                                                                        | 18 мая 2016      | 5,78          |
| Сын Фина Кен сообщает детективам спецкорпуса, что одну из его подопечных в социальной службе, бывшую заключенную, регулярно насилует надзиратель тюрьмы Райкерс по фамилии Мансон. Барба разрешает Бенсон расследовать это дело, но, опасаясь спугнуть Мансона и его профсоюз, настаивает, чтобы детективы допрашивали заключенных и других надзирателей под предлогом поиска организаторов секс-траффика. В итоге спецкорпусу и Барбе удаётся обвинить Мансона в многочисленных изнасилованиях и довести дело до суда. Однако успех расследования оборачивается угрозами их жизни и безопасности со стороны профсоюза надзирателей. - Приглашенная звезда: Брэд Гарретт |            |                                                     |                  | |                  |               |
| 389 | 23         | «Heartfelt Passages» «Искренние пассажи»            | Алекс Чаппл      | Уоррен Ли и Джули Мартин                                                                                        | 25 мая 2016      | 7,19          |
| Лиза Мансон просит Бенсон о помощи в переезде от своего мужа, обвиняемого в изнасилованиях, так как боится его реакции на сообщение о предстоящем разводе. Сержант Доддс в свой последний день в спецкорпусе решает помочь Оливии, и они отправляются в дом к Мансонам. Когда Оливия вместе с двумя детьми Лизы выходит из дома, Мансон берёт жену и Доддса в заложники. Тем временем, Барба обращается к детективам спецкорпуса за помощью, поскольку ему продолжают поступать угрозы. Такер сообщает Бенсон, что он уходит из ОВР в отдел переговорщиков, а Кариси решает остаться детективом, несмотря на то, что успешно сдал экзамен на юриста. |            |                                                     |                  | |                  |               |